# Alfabet gòtic
L'alfabet gòtic és un alfabet per escriure la llengua gòtica creat el segle iv per Úlfila amb el propòsit de traduir la Bíblia. L'alfabet és essencialment una forma uncial de l'alfabet grec, amb algunes lletres addicionals per diferenciar la fonètica gòtica: La lletra F del Llatí, dues lletres rúniques per diferenciar les semivocals /j/ i /w/ de les vocals /i/ i /u/; i la lletra ƕair per expressar la labiovelar del gòtic. És completament diferent de la tipografia gòtica de l'edat mitjana, una tipografia utilitzada per l'alfabet llatí.

## Origen
Es creu que Úlfila va evitar conscientment l'ús de l'antic alfabet rúnic per elaborar aquest alfabet perquè tenia grans conviccions relacionades amb les creences i les costums del paganisme germànic. A més, el fet de basar l'escriptura en l'alfabet grec ajudaria a la nació gòtica a integrar-se a la món grecoromà predominant al voltant del mar Negre. Els caràcters o lletres, de totes maneres, encara tenen noms derivats dels seus equivalents rúnics.
En segles passats, alguns autors afirmaven que ja s'utilitzaven lletres semblants a les gregues a les tribus germàniques molt abans d'Úlfila. Johannes Aventinus (c. 1525) fins i tot va assignar-les al progenitor mitològic Tuisto, al·legant que els grecs realment li havien robat la idea, i no pas els fenicis. Aquestes teories no tenen suport actualment, ja que totes les evidències de què avui disposem situen l'inici del desenvolupament de l'escriptura alfabètica a l'Orient Mitjà, encara que hi ha alguns testimonis de fons romanes clàssiques, així com una sèrie de làpides, que indiquen que les lletres gregues s'utilitzaven a vegades a Alemanya, a més del Gaül, en temps de Juli Cèsar, el segle I abans de Crist.

## Les lletres
A sota hi ha la taula amb l'alfabet gòtic.
Com succeeix amb l'alfabet grec, les lletres gòtiques s'assignaven també a un valor numèric. Quan s'utilitzaven com a numerals, les lletres s'escrivien entre dos punts (•𐌹𐌱• = 12) o amb una línia a sobre (𐌹𐌱 = 12). Les lletres 𐍁 (90) i 𐍊 (900), no obstant, no tenen valor fonètic.
Els noms de les lletres es troben en un manuscrit del segle ix d'Alcuí de York (Còdex Vindobonensis 795). La majoria semblen formes gòtiques de noms que també apareixien als poemes rúnics. Els noms es posen en les seves formes originals seguits per les formes reconstruïdes gòtiques i els seus significats.
| Lletra | Lletra | Transliteració | Comparació | Nom gòtic                                      | Nom de la runa protogermànica | AFI                    | Valor numèric | Referència XML |
| ------ | ------ | -------------- | ---------- | ---------------------------------------------- | ----------------------------- | ---------------------- | ------------- | -------------- |
|        | 𐌰      | a              | Α          | aza < ans "déu" o asks "Freixe o cendra"       | *ansuz                        | /a, aː/                | 1             | x10330;        |
|        | 𐌱      | b              | Β          | bercna < * bairka "bedoll"                     | *berkanan                     | /b/ [b, β]             | 2             | x10331;        |
|        | 𐌲      | g              | Γ          | geuua < giba "regal"                           | *gebō                         | /ɡ/ [ɡ, ɣ, x]; /n/ [ŋ] | 3             | x10332;        |
|        | 𐌳      | d              | Δ          | daaz < dags "dia"                              | *dagaz                        | /d/ [d, ð]             | 4             | x10333;        |
|        | 𐌴      | e              | Ε          | eyz < aiƕs "cavall" o eivs "teix"              | *eihwaz                       | /eː/                   | 5             | x10334;        |
|        | 𐌵      | q              | Ϙ          | quetra < * qairþra ? o quairna "pedra de molí" | -                             | /kʷ/                   | 6             | x10335;        |
|        | 𐌶      | z              | Ζ          | ezec < ezec                                    | -                             | /z/                    | 7             | x10336;        |
|        | 𐌷      | h              | Η          | haal < * hagal o * hagls "pedra (gel)"         | *haglaz                       | /h/                    | 8             | x10337;        |
|        | 𐌸      | þ (th)         | Θ          | thyth < þiuþ "bo" o þaurnus "espina"           | *Thurisaz                     | /θ/                    | 9             | x10338;        |
|        | 𐌹      | i              | Ι          | iiz < * eis "gel"                              | *Isaz                         | /i/                    | 10            | x10339;        |
|        | 𐌺      | k              | Κ          | chozma < * kusma o kōnja "agulla de pi"        | *kaunan                       | /k/                    | 20            | x1033A;        |
|        | 𐌻      | l              | Λ          | laaz < * lagus "mar, llac"                     | *laguz                        | /l/                    | 30            | x1033B;        |
|        | 𐌼      | m              | Μ          | manna < manna "home"                           | *mannaz                       | /m/                    | 40            | x1033C;        |
|        | 𐌽      | n              | Ν          | noicz < nauþs "necessitar o necessitat"        | *naudiz                       | /n/                    | 50            | x1033D;        |
|        | 𐌾      | j              | ᛃ          | gaar < jēr "any"                               | *jēran                        | /j/                    | 60            | x1033E;        |
|        | 𐌿      | u              | ᚢ          | uraz < * ūrus "Ur"                             | *ūruz                         | /u, uː/                | 70            | x1033F;        |
|        | 𐍀      | p              | Π          | pertra < * pairþa ?                            | *peorð o *perþō               | /p/                    | 80            | x10340;        |
|        | 𐍁      | -              | Ϙ          | -                                              | -                             | -                      | 90            | x10341;        |
|        | 𐍂      | r              | R          | reda < * raida "carro o carreta"               | *raidō                        | /r/                    | 100           | x10342;        |
|        | 𐍃      | s              | S          | sugil < sauïl o sōjil "sol"                    | *sôwilô                       | /s/                    | 200           | x10343;        |
|        | 𐍄      | t              | Τ          | tyz < * tius "el déu Týr"                      | *tīwaz                        | /t/                    | 300           | x10344;        |
|        | 𐍅      | w              | Υ          | uuinne < vinja "camp, pastura" o vinna "dolor" | *wunjō                        | /w/, /y/               | 400           | x10345;        |
|        | 𐍆      | f              | Ϝ          | fe < faihu "ramaderia o ramat, riquesa"        | *fehu                         | /f/                    | 500           | x10346;        |
|        | 𐍇      | x              | Χ          | enguz < * iggus or * iggvs "el déu Yngvi"      | *ingwaz                       | /x/?                   | 600           | x10347;        |
|        | 𐍈      | ƕ (hw)         | Θ          | uuaer < * ƕair "caldera"                       | -                             | /hʷ/                   | 700           | x10348;        |
|        | 𐍉      | o              | Ω, ᛟ       | utal < * ōþal "terra ancestral o cementiri"    | *ōþala                        | /oː/                   | 800           | x10349;        |
|        | 𐍊      | -              | Ϡ          | -                                              | -                             | -                      | 900           | x1034a;        |

La majoria de les lletres s'han extret directament de l'alfabet grec, mentre que altres s'han creat o modificat del llatí o del rúnic per expressar figures fonètiques pròpies només del gòtic. Aquestes són:
- 𐌵 (q; derivada invertint la lletra grega π /p/, potser degut a la similitud entre els noms gòtics: pairþa i qairþa)
- 𐌸 (þ; derivat del grec Φ /f/ amb un reassignació fonètica)
- 𐌾 (j; derivat del llatí G /g/ amb possible influència del rúnic ᛃ /j/)
- 𐌿 (u; derivat del rúnic ᚢ /u/)[6]
- 𐍈 (ƕ; derivat del grec Θ /θ/ amb reassignació fonètica)
- 𐍉 (o; derivat del grec Ω o del rúnic ᛟ)[7]

Les lletres 𐍂 (r), 𐍃 (s) i 𐍆 (f) semblen derivar del seu equivalent en llatí i no pas del grec, encara que els equivalents rúnics (ᚱ, ᛋ i ᚠ), tenen una forma molt semblant a la gòtica, com si haguessin format part en aquesta decisió
La lletra 𐍇 (x) només s'utilitza en noms propis i en manlleus del grec Χ: xristus "Crist", galiugaxristus "Pseudo-Crist", zaxarias "Zacaries", aivxaristia "Eucaristia").
Quant als valors numèrics, la majoria corresponen als numerals grecs. La lletra 𐌵 pren el lloc de la lletra Ϝ (6), la lletra 𐌾 pren el lloc de la lletra ξ (60), la lletra 𐌿 el de la lletra Ο (70), i la lletra 𐍈 el de la lletra ψ (700).

## Accentuació i puntuació
L'accentuació i la puntuació utilitzada al còdex Argenteus inclou la dièresi a la lletra 𐌹 i, transliterat ï, utilitzada en general per indicar hiats; el punt volat (·) i els dos punts (:) així com una línia superior per indicar que es tracta d'una sigla (com ara xaus per xristaus) i els numerals.

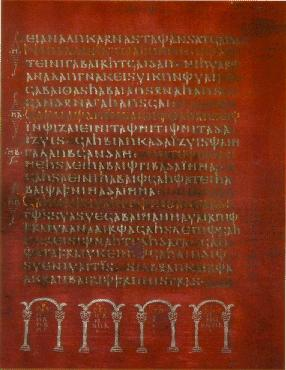
Primera pàgina del Codex Argenteus o Bíblia de plata, un manuscrit del que conté la traducció d'Úlfila el de la Bíblia al gòtic.

## Unicode
L'alfabet gòtic es va afegir a l'estàndard Unicode el març del 2001 amb el llançament de la versió 3.1.
El bloc corresponent al gòtic dins l'Unicode és U+10330-U+1034F en el Pla Suplementari Multilingüe Com la resta de programari més antic que utilitza l'UCS-2 (el predecessor de l'UTF-16) assumeix que tots els codis unicode poden expressar-se com a nombres de 16 bits (U+FFFF o més petit, el Pla Multilingüe Bàsic ), i per aquest motiu poden aparèixer problemes en utilitzar el rang de codi Unicode pel gòtic i altres fora del Pla Multilingüe Bàsic.
| alfabet gòtic · Taula oficial Unicode PDF                                                 |   |   |   |   |   |   |   |   |   |   |   |   |   |   |   |   |
|                                                                                           | 0 | 1 | 2 | 3 | 4 | 5 | 6 | 7 | 8 | 9 | A | B | C | D | E | F |
| U+1033x                                                                                   | 𐌰 | 𐌱 | 𐌲 | 𐌳 | 𐌴 | 𐌵 | 𐌶 | 𐌷 | 𐌸 | 𐌹 | 𐌺 | 𐌻 | 𐌼 | 𐌽 | 𐌾 | 𐌿 |
| U+1034x                                                                                   | 𐍀 | 𐍁 | 𐍂 | 𐍃 | 𐍄 | 𐍅 | 𐍆 | 𐍇 | 𐍈 | 𐍉 | 𐍊 |   |   |   |   |   |
| Notes 1.^ Com a la versió 7.0 d'Unicode. 2.^ Les àrees grises indiquen codis no assignats |   |   |   |   |   |   |   |   |   |   |   |   |   |   |   |   |